# Palawanhoningzuiger
De palawanhoningzuiger (Cinnyris aurora) is een vogelsoort uit de familie van de Nectariniidae. Het is een endemische soort op de eilandengroep rond Palawan (de Filipijnen).

## Taxonomie
De vogel werd in 1878 door de Schotse natuuronderzoeker Arthur Hay ("markies van Tweeddale") geldig als soort beschreven. Deze honingzuiger behoorde lange tijd als ondersoort tot het taxon Cinnyris jugalaris. In 2023 verscheen een uitgebreid onderzoek aan zowel het mitochondriaal DNA van al deze ondersoorten, als wel het verenkleed en het geluidenrepertoire. Hieruit bleek dat dit taxon kon worden afgesplitst als aparte soort.

## Herkenning
De vogel is ongeveer 10 cm lang. Van boven is de vogel olijfbruin, van onder geel. Het mannetje heeft een metaalblauwe borst en keel. Er loopt een oranjekleurige band onder het blauw en boven het geel van de buik.

## Verspreiding en leefgebied
De vogel komt voor op het eiland Palawan en direct omliggende eilanden (Filipijnen). De vogel heeft geen eigen vermelding op de Rode lijst van de IUCN.